# 8e cérémonie des Visual Effects Society Awards
 (juin 2020).
Si vous disposez d'ouvrages ou d'articles de référence ou si vous connaissez des sites web de qualité traitant du thème abordé ici, merci de compléter l'article en donnant les références utiles à sa vérifiabilité et en les liant à la section « Notes et références ».
La 8e cérémonie des Visual Effects Society Awards (VES Awards), organisée par la Visual Effects Society, a eu lieu le 10 février 2010 et à récompenser les meilleurs effets visuels de l'année 2009

## Palmarès

### Meilleurs effets visuels dans un film enprise de vue réelle
- Avatar
  - 2012
  - District 9
  - Star Trek
  - Transformers 2 : La Revanche (Transformers: Revenge of the Fallen) – Scott Benza, Wayne Billheimer, Scott Farrar et John Frazier

### Meilleur effets visuels secondaire dans un film live
- Sherlock Holmes
  - Anges et Démons
  - The Box
  - Invictus
  - La route

### Meilleure animation dans un film d'animation
- Là-haut
  - Numéro 9
  - Tempête de boulette géante
  - Coraline
  - L'Âge de glace 3 : Le Temps des dinosaures

### Meilleur effet visuel dans tout type de médium
- Avatar pour la scène où Neytiri boit d'une feuille
  - 2012 pour la fuite du Los Angeles
  - Avatar pour la fuite de Quaritch
  - Prédictions pour le crash d'avion
  - Terminator Renaissance la fuite du Los Angeles

### Meilleur personnage animé dans un film live
- Avatar pour Neytiri
  - District 9 pour Christopher
  - Mission-G pour Bucky
  - Watchmen : Les gardiens pour Docteur Manhattan

### Meilleur personnage animé dans un film d'animation
- Là-haut pour Carl
  - Coraline pour Coraline
  - L'Âge de glace 3 : Le Temps des dinosaures pour Buck
  - Monstres contre Aliens pour B.O.B

### Meilleurs effets dans un film d'animation
- Là-haut
  - Tempête de boulette géante
  - Coraline
  - Monstres contre Aliens

### Meilleure modèle et maquette dans un film
- Avatar pour les décors de Pandora
  - Coraline – Deborah Cook, Paul Macket et Martin Meunier
  - La Nuit au musée 2 (Night at the Museum: Battle of the Smithsonian) – Robert Chapin, Tony Chen, Forest P. Fischer et Ian Hunter pour la bataille des Smithsonian
  - Terminator Renaissance

### Meilleure environnement fictif dans un film live
- Avatar pour la jungle de Pandora
  - 2012 pour la destruction du Los Angeles
  - Avatar pour les montagnes flottante
  - Avatar pour les clairières de l'arbre Willow

### Meilleur compositing dans un film
- District 9
  - Avatar
  - Avatar pour la bataille de fin
  - Sherlock Holmes

### Meilleurs effets visuels dans une série TV
- BattleStar Galactica pour l'épisode "La Mère de l'humanité"
  - Defying Gravity pour l'épisode pilote
  - Fringe pour l'épisode "La Formule"
  - Stargate Universe pour l'épisode "Air"
  - V pour l'épisode pilote

### Meilleurs effets visuels dans un programme TV
- Les Experts pour "Affaire de famille"
  - Flashforward pour l'épisode "Black-Out"
  - Kings pour l'épisode "David contre Goliath"
  - Krupp-eine Deutsche Familie pour l'épisode "Krupp"
  - Lost : Les disparus pour le double épisode "Au bout du voyage"

### Meilleurs effets visuels dans une mini-série, un téléfilm ou un épisode spécial
- Lutins d'élite, mission Noël
  - Alice au pays des merveilles
  - Ben 10: Alien Swarm
  - Infestation
  - Skellig

### Meilleurs effets visuels dans une publicité
- Audi pour "Intelligently Combined"
  - AMF pour "The Caterpillar"
  - Kerry Lowlow pour "Mouse"
  - Pepsi pour "The Fligh of the Penguin"
  - Plane Stupid pour "Bolar Bears"

### Meilleure personnage animé dans une publicité ou un programme TV
- AMF pour Le Caterpillar
  - Lutins d'élite, mission Noël pour Wayne
  - Evian pour les bébés qui skatent
  - Pepsi pour les pingouins

### Meilleure environnement fictif dans un programme TV, un clip vidéo ou une publicité
- V pour les décors de vaisseaux dans l'épisode pilote
  - Cinémas AMC et Coca-cola pour les chaises magiques
  - Assassin's Creed: Lineage pour l'épisode "L'assasinat du Duc de Milan"
  - Flashforward pour l'épisode pilote

### Meilleure matte painting dans une publicité, un clip ou un programme TV
- Kaiser Permanente pour "Emerald City"

### Meilleur compositing dans une publicité, un clip ou un programme TV
- Les Experts pour "Affaire de famille"
  - Kerry Lowlow pour "Mouse"
  - Pepsi pour "The Fligh of the Penguin"
  - Porsche pour "Family Tree"

### Meilleurs visuels en temps réel dans un jeu vidéo
- Call of duty : Modern warfare 2
  - Fight Night Round 4
  - Need for Speed : Shift
  - Uncharted 2: Among Thieves

### Meilleurs effets visuels dans un jeu vidéo
- Halo 3: ODST
  - DJ Hero
  - Mass Effect 2
  - Star Wars: The Old Republic

### Meilleurs effets visuels dans un projet physique spécial
- Dance of the Dragons
  - Beyond All Boundaries

### Meilleurs effets visuels dans un projet étudiant
- They Will Come to Town
  - The Full Moon Mystery
  - Motherland
  - URS

## Spécials

### Lifetime Achievement Award
- James Cameron

### George Melies Award for Pioneering
- Dr. Ed Catmull